# أول ستار تنس 99
أُوُل ستار تنس 99 (بالإنجليزية: All Star Tennis '99)‏، هي لعبة فيديو بريطانية، من تطوير ستوديو سمارت دوغ، ومن نشر شركة يوبي سوفت الفرنسية، صدرت اللعبة في الأسواق سنة 1998، وتعمل على منصات بلاي ستيشن، نينتندو 64 وغيم بوي كولر.